# Natalie Storrs
Natalie Storrs ist eine US-amerikanische Theater- und Filmschauspielerin.

## Leben
Storrs stammte aus Los Angeles und machte an der School of Dramatic Arts der University of Southern California ihren Bachelor of Arts in Theater. Für ein Jahr lernte sie klassisches Schauspiel an der British American Drama Academy in London. In dieser Zeit wirkte sie im Theater Oval House Theatre in den Stücken Elektra, in diesem sie die titelgebende Hauptrolle spielte, und Mariana Pineda mit. In den USA wirkte sie unter anderen in mehreren Stücken im Sierra Rep mit und war in der Rolle der Cathy im Stück The Last Five Years zu sehen. Seit dem Jahr 2021 ist sie mit Spencer Anderson verheiratet.
2012 debütierte Storrs in der Rolle der Lorraine im Film Boner als Filmschauspielerin. 2013 mimte sie in der Fernsehserie Crackhorse Presents in zwei Episoden jeweils unterschiedliche Rollen und wirkte im Kurzfilm The Secret Life of Carmen Lewis. 2015 verkörperte sie in insgesamt vier Episoden der Fernsehserie Decently Priced die Rolle der Clarice Watchings. 2019 wurde mit ihr eine Nebenrolle im Kurzfilm Bang. Bang. besetzt. 2022 war sie in den The-Asylum-Filmproduktionen Alien Space Battle als Saoirse Parker und in Battle for Pandora in der weiblichen Hauptrolle der Dr. Jennifer Ryan zu sehen.

## Filmografie (Auswahl)
- 2012: Boner
- 2013: Crackhorse Presents (Fernsehserie, 2 Episoden, verschiedene Rollen)
- 2013: The Secret Life of Carmen Lewis (Kurzfilm)
- 2015: Decently Priced (Fernsehserie, 4 Episoden)
- 2019: Bang. Bang. (Kurzfilm)
- 2022: Alien Space Battle (Attack on Titan)
- 2022: Battle for Pandora
- 2023: Doomsday Meteor

## Theater (Auswahl)
- Kinky Boots, Moonlight Stage Productions
- The Outsider, North Coast Rep
- Holiday Inn, Musical Theatre West
- All Shook Up, Flat Rock Playhouse
- Front Page Flo, Adirondack Theatre Festival
- RENT, Gateway Playhouse
- The Last Five Years, Regie: Jason Robert Brown, La Mirada Theatre
- 9 To 5, Flat Rock Playhouse
- First Date, Mason Street Warehouse
- Sister Act, Ogunquit Playhouse
- Sister Act, Gateway Playhouse
- Sister Act, Regie: Jerry Zaks Troika Ent.
- The Marvelous Wonderettes, Utah Shakespeare Festival
- Richard II, Utah Shakespeare Festival
- Legally Blonde, Cabrillo Music Theatre
- How to Succeed in Business Without Really Trying, Welk Resort Theatre
- You’re a Good Man, Charlie Brown, Cabrillo Music Theatre
- Dames At Sea, North Coast Rep
- A-5678!, Welk Resort Theatre
- The Marvelous Wonderettes, Moonlight Stage Productions
- Hairspray, Sierra Rep
- The Full Monty, Sierra Rep
- The Marvelous Wonderettes, Sierra Rep
- The Andrews Sisters: Christmas of Swing, Sierra Rep
- Starmites: An Intergalactic Musical, Ensemble Theatre Company
- Urinetown, 90x Arts
- Red Roses, Green Gold, MWM Live/Minetta Lane Theatre
- Elektra, Oval House Theatre
- Mariana Pineda, Oval House Theatre